# Moucherolle vermillon
Pyrocephalus obscurus
Espèce
Répartition géographique
- aire de nidification
- résidence permanente
- aire d'hivernage

Statut de conservation UICN

 LC  : Préoccupation mineure
Le Moucherolle vermillon (Pyrocephalus obscurus) ou Moucherolle de Gould, est une espèce de passereaux de la famille des Tyrannidae. La plupart des moucherolles sont plutôt ternes, mais le Moucherolle vermillon est une exception remarquable.

## Taxinomie

### Description
Cette espèce a été initialement décrite en 1839 par le naturaliste et ornithologue anglais John Gould, avec le même nom scientifique ; la localité type est Lima, Pérou.

### Étymologie
L'espèce était auparavant considérée comme une sous-espèce de Pyrocephalus rubinus. Pyrocephalus obscurus, devenue une espèce à part entière, a repris le nom de Moucherolle vermillon. Pyrocephalus rubinus s'appelle depuis Moucherolle écarlate. Etymologiquement, le terme Pyrocephalus est construit avec des mots de la langue grecque, où : « pyr, pyros » signifie « feu » et « kephalé » est « tête », faisant ainsi allusion à la couleur de la couronne chez le mâle. L'épithète « obscurus » vient du latin, qui signifie « sombre, obscur, indistinct ou inintelligible ».

## Répartition et habitat
On le trouve dans une variété de milieux, de préférence dans des environnements ouverts avec des buissons ou des arbres dispersés. Il est réparti entre les États-Unis, le Mexique, le Guatemala, le Belize, Honduras, Nicaragua, le Panama (uniquement en tant que migrant), Aruba, la Guyane, le Brésil, le Venezuela, la Colombie, l'Équateur, le Pérou et le nord du Chili (Tacna, Arica).

## Comportement

### Alimentation
Le moucherolle vermillon se nourrit principalement d'insectes, tels que les mouches, les grillons et les coléoptères.

### Élevage
Son nid est comme une petite coupe faite de petites branches et de matériaux doux, garnie de poils, le bord du nid est généralement recouvert de lichen. Généralement situé à 1,8 m au-dessus du sol, le nid est placé sur le côté horizontal d'une branche d'arbre.

## Sous-espèces
- Pyrocephalus obscurus flammeus van Rossem, 1934 : sud-ouest des États-Unis et nord-ouest du Mexique ;
- Pyrocephalus obscurus mexicanus Sclater, PL, 1859 : centre-sud des	États-Unis, centre et sud du Mexique ;
- Pyrocephalus obscurus blatteus Bangs, 1911 : du sud-est du Mexique au Honduras ;
- Pyrocephalus obscurus pinicola Howell, 1965 : Nicaragua ;
- Pyrocephalus obscurus saturatus von Berlepsch & Hartert, 1902 : nord-est de la Colombie, Venezuela, Guyana et nord du Brésil ;
- Pyrocephalus obscurus piurae Zimmer, 1941 : ouest de la Colombie, ouest de l'Équateur et nord-ouest du Pérou ;
- Pyrocephalus obscurus ardens Zimmer, 1941 : centre-nord du Pérou ;
- Pyrocephalus obscurus obscurus Gould, 1839 : ouest du Pérou (département de Lima) ;
- Pyrocephalus obscurus cocachacrae Zimmer, 1941 : sud-ouest du Pérou et nord du Chili.